# 南湖 (毛德皇后地)
南湖（英語：Lake Minami），是南極洲的湖泊，位於毛德皇后地的哈拉爾王子海岸，處於垂乳根湖以南的東翁古爾島北部，根據日本探險隊的測量和拍攝的空中照片繪入地圖，現時由南極條約體系管理。

## 外部連結
- . . United States Geological Survey.   [2013-10-22].
- 本条目引用的公有领域材料来自美国地质调查局的文档《南湖 (毛德皇后地)》 （資料來自地名信息系统）。

69°1′S 39°35′E / 69.017°S 39.583°E